# Bjärs hög

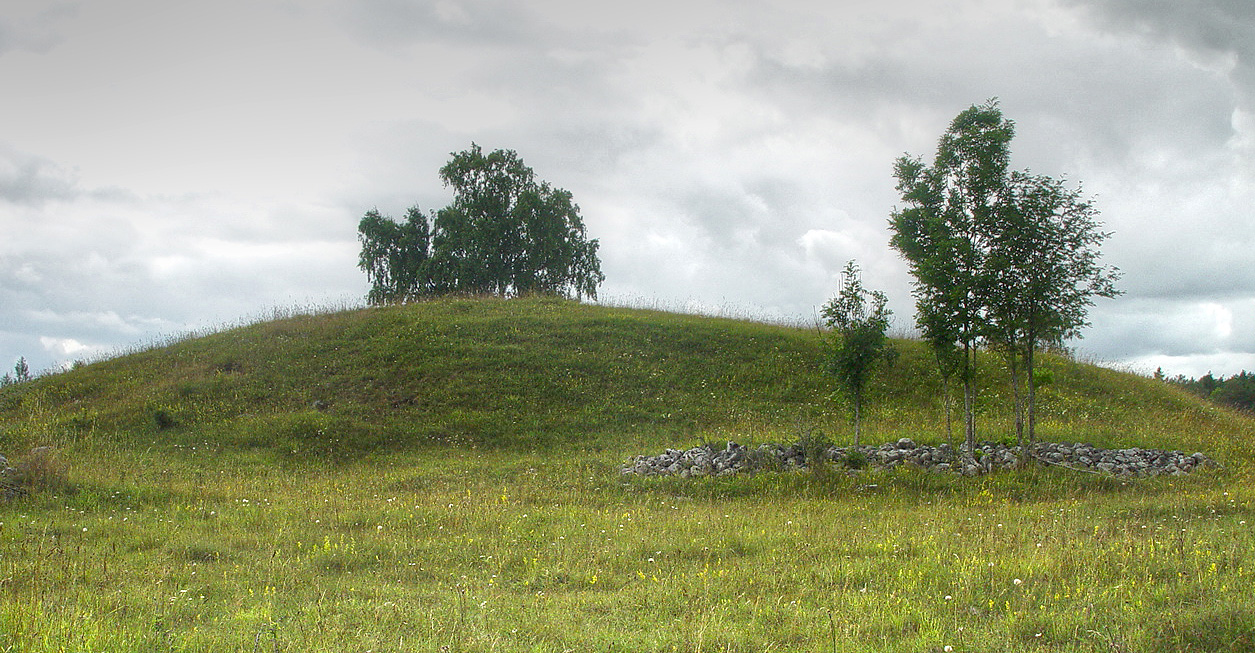
Der „Bjärs hög“, der höchste Hügel auf Gotland, bedeckte einst die Röse

Bjärs hög (auch Bjärs backe genannt) ist eine von wenigen bronzezeitlichen Rösen (1800–500 v. Chr.) auf der schwedischen Ostseeinsel Gotland. In Rone gibt es eine und der Wald Elleskogen bei Garda beherbergt zwei weitere Hügel aus dieser Zeit.
Hinter dem Bauernhof von Bjärs in Norrlanda nahe der Straße 146 liegt der Steinhügel von etwa 55,0 m Durchmesser und 6,0 m Höhe. Damit gehört er zu den so genannten Storrösen, von denen sich 22 Exemplare auf Gotland finden. In der Nähe liegen einige kleinere Röser.